# XCOM: Enemy Unknown
XCOM: Enemy Unknown（エックスコム・エネミーアンノウン）は、Firaxis Gamesが開発し2K Gamesから発売されたターン制のシミュレーションロールプレイングゲームである。2012年10月9日に北米で、同11日に日本で、同12日にヨーロッパやオーストラリアなどで発売された。プラットフォームはMicrosoft Windows、OS X、PlayStation 3、Xbox 360。なお、日本ではPC版以外の発売計画は存在しない。1994年に発売され、カルト的人気を誇る古典的なストラテジーゲーム「UFO: Enemy Unknown」（別名:X-COM: UFO Defense）のリメイクである。このゲームは以前にアナウンスされていたFPSの2K MarinのXCOMとは別に、X-COMシリーズの原点に返った作品である。
次作品は「XCOM 2」。
舞台は地球が宇宙人に侵略されている近未来であり、XCOM: Enemy UnknownではプレイヤーはXCOM（Extraterrestrial Combat Unit、対異星人戦闘部隊の省略形）と呼ばれる、異星人の侵略から地球を守る使命を背負った精鋭の多国籍部隊の指揮官になる。ミッション中はターン制ストラテジーのように戦場の部隊を指揮し、ミッションの合間には捕虜や復元したエイリアンのテクノロジーから新たなテクノロジーの研究と開発、作戦基地の拡充やXCOMの財政の管理、エイリアンの活動の監視をし、また各地から出される出動要請のどれに優先的に対応するかを決定する。
XCOM: Enemy Unknownは大絶賛された。MetacriticとGameRankingsの両方のすべてのバージョンで9割に近い平均得点を記録した。発売したときに、それはそのジャンルの最高のタイトルの1つだとみなされた。多くのレビュワーもまた、このゲームの難易度とリプレイ性と中毒度が非常に高いレベルにあるとコメントした。

## 内容

### 世界設定
このゲームは世界的なエイリアンの侵略が始まった近未来に設定されている。ゲームの開始時点より前に、国家評議会(Council of Nations)と呼ばれる国々の連合が結束し、エイリアンからの攻撃から地球を守る使命を担う、人類の歴史上最高の精鋭の軍事および科学機関であるXCOMを作った。プレイヤーはXCOMの指揮官の地位を引き受け、テクノロジーで圧倒的に優勢な地球外起源の敵に対する戦争へと赴くのである。

### ストーリー
XCOMコマンダーは、加盟国の様々な要望に応えつつエイリアンの迎撃を行っていく。またXCOM自体の拡張のため、技術部門のトップであるドクター・シェン、研究部門のトップであるドクター・バーレンからの要望に応え、武装や装備を発展させていく。やがてエイリアンを生きたまま捕獲できる武器を開発し、捕虜の解剖や分析を行う施設を建設したコマンダーは、ドクター・バーレンに捕虜の尋問を行わせる。その結果、エイリアンはUFOを撃ち落とした際に出現する結晶体「アウトサイダー」に関するあいまいな情報を漏らした。ドクター・バーレンは研究用にアウトサイダーを回収するようコマンダーに要求し、アウトサイダーの研究を開始する。やがてアウトサイダーはアンテナに似たものであり、地下奥深くから送信されている信号を受け取っていることが判明する。XCOMが信号を調査するためのチームを派遣したところ、信号の送信元は地球人に対するアブダクション実験が行われているエイリアンの基地であることが発覚。XCOMはエイリアン基地を襲撃し、テレパシー装置の鹵獲に成功する。
その一方、XCOMは次々襲い来るエイリアンの尖兵や、エイリアンとの融和を考える敵性秘密機関「EXALT」との戦いを強いられる。EXALTはエイリアンと同盟こそしていないが、エイリアン技術を手に入れることで人類を進化させ、最終的にはEXALTによる地球支配を目論んでいる。そしてその妨げとなるXCOMを排除せんと、EXALTは世界各地でプロパガンダを行ってパニックを助長させ、XCOMへハッキングを行って資金窃盗や研究妨害など様々な工作を行ってくる。コマンダーは世界各地に点在するEXALTの支部を秘密作戦によって攻撃し、最終的にその本拠地を見つけ出して襲撃する必要に迫られる。さらにEXALTの壊滅に成功したコマンダーだが、情報漏洩の結果、エイリアンによってXCOM本部を襲撃されるという窮地に立たされる。エイリアンはマインドコントロールによって本部職員たちを操って破壊工作を行い、XCOM本部を強襲する。コマンダーは不利な状況に追い込まれながらも、エイリアンを撃退しなければならない。
そうしたミッションの間にエイリアン基地司令部から鹵獲したテレパシー装置が復元され、解析が行われる。これによりXCOMは、超能力で姿を隠していた「監督官」のUFOが軌道上に存在することを突き止める。そのUFOには「エーテル」と呼ばれる強力な超能力を持つ敵と、超能力に関わる何らかのアーティファクトがあることがわかった。XCOMが「監督官」のUFOを攻撃し、撃墜したこのUFOからアーティファクトを回収する。
監督官を撃破されたエイリアンは、ついに本拠地である巨大なUFO「テンプルシップ」の姿を現し、地球を攻撃する。その絶大な威力は地球全体に破壊をもたらし、強大な地震を引き起こす。アーティファクトを解析したことにより、ついにエイリアンと同種の超能力に覚醒する技術を手に入れたXCOMは、エイリアンとの最終決戦を開始する。コマンダーは志願者を募り、超能力に覚醒した「ボランティア」の力でエイリアンを躱し、テンプルシップへと決死部隊を突入させることに成功する。テンプルシップ内部でXCOMとエイリアンの最後の戦いが繰り広げられる中、エイリアンたちの目的が明らかになっていく。
エイリアンの指導者であるエーテルは精神も肉体も完ぺきな生物を作り出すことを使命とした種族であり、そのために他の種をテストし、実験を行っていた。今までプレイヤーが出会ったエイリアンは、すべてエーテルの実験の失敗作だったのだ。しかし人類との戦いの中でその可能性に着目したエーテルは、戦いを通して人間へ急速に技術を与えることで、その限界を超える潜在能力を開花させようと企んだ。そしてついに人類は過去の実験体全てを上回ったばかりか、エーテルと同等か、それ以上の超能力に目覚めたのである。エーテルは彼ら以上に危険な脅威と戦う完璧な軍隊として人間を利用しようと目論んでおり、そのためにコマンダーやボランティアに自分たちと協力して人類を支配するよう持ちかけてくる。これを拒絶した決死部隊がエーテルの指導者を倒すと、テンプルシップは自爆を開始した。
このままではテンプルシップの爆発が地球を巻き込んでしまう事を予知したボランティアは、決死部隊の仲間たちを脱出させ、その間にテンプルシップを地球よりも高く、爆発しても問題ない場所へと飛ばそうと船の支配権を掌握する。爆発したテンプルシップの残骸は流星となって空を覆い、やがて地球には平穏が訪れた。

## ゲームプレイ
大体シリーズの前作と同様に、XCOM: Enemy Unknownではプレイヤーは精鋭軍事組織の指揮官になる。指揮官として、プレイヤーはターン制のエイリアンとの戦闘ミッションで彼あるいは彼女の兵士たちを指揮する。ミッションの合間に、新しい技術を作るときやXCOMの作戦基地を改善するときに組織の研究開発部門に指示を出したり、組織の財政を管理したりする。
ターン制を基調とする戦闘には等角3Dの手法が用いられている。プレイヤーは4人から6人からなる人間の兵士かロボットのユニットのチームを操作し、エイリアンを狩ったりそれ以外の目標を達成しようとする。プレイヤーの兵士が範囲内にいて、そこに視界を確保するまで、戦場の霧がエイリアンやその行動を見られなくしている。そして、敵は通常プレイヤーのチームが最初に視界内に来るまで全く行動しない。兵士はアイテムを運んだり、戦闘経験を積むことで特別なアビリティを学ぶことができる。これらアイテムやアビリティの使用はHUD上のツールバーを通して制御されており、敵が現れるまで待ち、その後自動的に攻撃したり、爆発を起こしたり、味方を回復するなどさまざまなことができる。兵士たちは周囲の壁やものを盾にするなどといった防衛策をとることができる。ロボットのユニットは敵を押すために制圧射撃を行ったり、敵から身を隠すために光学迷彩を使うことができる。カットインやダイナミックなカメラの動きが特にゲーム中の盛り上がる瞬間―例えば、連続キルや特別なアビリティの使用時―を演出している。
このゲームにはシミュレーションRPGの要素―例えばプレイヤーの兵士が多くの戦闘を生き残るにつれて新しいアビリティを手に入れることができるといったもの―が含まれている。オリジナルの超能力戦闘は今作にもある。1994年のオリジナルのゲームプレイの要素は廃止や改変された。タイムユニットシステムや常に表示される網目状のマップやオリジナルのインベントリのシステムは廃止された。転送地点を降りた後の初めのミッションフェイズも廃止された―ミッションは現在部隊が船の外に展開した時点で始まる。敵の位置はランダムに生成されるが、マップのレイアウト自体はされない。戦術的なゲームプレイの要素はいくつかのレビューで戦場のヴァルキュリアやen:Silent Stormとの類似性を指摘された。
ゲームの戦略的な要素はミッションの合間に存在している。XCOMの地下司令部はアリの巣(Ant Farm)と称される外観が描写されている。この外観から、プレイヤーは進行中の建設や製造や研究プロジェクトの管理をし、科学者や技術者がミッションで取り戻したりXCOMのスポンサーから受け取った資源をどう使うのかを指揮する。「ジオスケープ」と呼ばれる地球のホログラフ画像によりプレイヤーは世界中の状況を逐次把握し、UFOの撃墜を航空機に命じたり、地上のエイリアンと交戦するために部隊を派遣することができる。これはXCOMの構成国の「パニックレベル」と呼ばれるステータスにも影響を及ぼす。構成国の要請に対応すればパニックレベルは低下するが、無視したり作戦に失敗するとパニックレベルが上昇し、結果としてその国がXCOMから脱退することがある。構成国が脱退すれば当然その国からの資金提供は停止するため資金繰りは難しくなり、更に8ヵ国が脱退するとゲームオーバーとなるため、構成国のパニックレベルには注意を払う必要がある。「アリの巣(ant farm)」では兵士が休憩する姿やジムでトレーニングしているところなどを見ることができる。また作戦行動中に死亡した兵士の記念碑も見ることができる。 1994年のオリジナルと違う要素は、ゲームの始まりにその位置を選んだXCOMの基地の存在ただ一つだけである。常時発動のボーナスはプレイヤーが基地を設置した大陸によって異なる。エイリアンの活動を見つけ出すために、偵察衛星を打ち上げたり興味の範囲を超えて配置することでアビリティを強化できる。
プラットフォームごとにインターフェースにいくつか違いがあるが、Firaxisの過去作、例えばコンソール向けでもデータをシンプルにしていないCivilization Revolutionなどとは異なる点だ。PCバージョンではマウスに重点を置いたUI「と「MODの機能」を売りにしている。シリーズのベテランはさらなる高難易度でゲームをプレイできる。クラシック(オリジナルに近づけたている)とインポッシブルの2つがあり、それぞれ「鉄人(Ironman)」オプション(セーブ回数の制限)をオンにできる。リードデザイナーのジェイク・ソロモンは度々「もっとも忠実なXCOMの経験」はセーブ&ロードができずにプレイすることだと信じていると発言した。より高難易度では、不運な敵の攻撃一回でプレイヤーの指揮下の兵士が永久に死んでしまう可能性があるといった戦闘のランダム性や、アンノウンや技術的に優勢な敵に対する戦闘の激しい抵抗をものともしない性質が加わり、いくつかの資源には犠牲（兵士、あるいは国ですらも）が伴うといった要素はプレイヤーが指揮の重みを感じる寒々しい雰囲気を作るためによりよく結びついている。
このゲームは一対一の戦術バトルのマルチプレイヤーモードも売りにしている。プレイヤーはあらかじめ設定されている予算のポイントを使って最大6人の人間やエイリアン、あるいはその混合チームを組む。人間のユニットは兵器や防具、ガジェットをカスタマイズ可能である。シングルプレイヤーの簡易化バージョンのアビリティ(Perk)システムが提供されている。エイリアンのユニットはカスタマイズすることはできないが、シングルプレイヤーのエイリアンのタイプに対応したアビリティを持っている。

## 開発
このゲームは2008年初めに50人から60人ぐらいの人員を投入した「非常に、非常に大きな規模」のプロジェクトとして開発が始まった。リードデザイナーはジェイク・ソロモンそのプロトタイプは実のところ、全て古典的なゲームプレイの特徴を持った、1994年のオリジナルen:UFO: Enemy Unknownの非常に素直なリメイクだった。ゲームはその後、最後の成果を作るために追加され、テストされ、削除された特徴など多くの修正を経た。XCOM: Enemy Unknownが公式にそのベールを脱いだのはen:Game Informerで2012年1月5日のことである。
XCOM: Enemy Unknownは2K MarinのXCOMとは別に開発された。この2つのゲームは全く別の世界に設定されていが、どちらのゲームの開発者も互いに接触しあっている。また、Firaxis Gamesが開発したタイトルの中で、クリエイティブディヴェロップメントのディレクターだが、いつも直接的に開発に携わってこなかったシド・マイヤーの名を冠さないのはこのゲームが初である。また、開発者たちはゲームの正しい「感覚」を得る手助けにと内部専用のボードゲームを作った。
インターフェースチームはPC向けとコンソール向けのGUIを別々に作るために半々に分かれた。全ての開発チームのメンバーがオリジナルのEnemy Unknownをプレイしクリアした。チームに加わった時、プレイしていなかったならそうすることが求められたのだ。X-COMシリーズ初期から働いていたローランド・リゾはゲームの音楽のリーダーとなり、オリジナルゲームの有名な譜面を残したり、手を加える役割が割り振られた。ミカエル・マッキャン(Deus Ex: Human Revolutionの作曲家)もまたゲームの楽曲の作成に取り組んだ。Civilizationシリーズのアートディレクター グレッグ・フェルチュはX-COMの外観を残すことに携わった。古典的なエイリアンの種類を設計しなおすことも含まれる。狙いはキャラクターに似せたアクションフィギュアへと向けられ、様式化され、明るく、フラットなテクスチャの外観になった。
ゲームのプレイアブルデモが9月24日にSteamで10月9日にXbox Live(マーケットプレイスのゴールドメンバーシップ向け)で、10月10日にPlayStation Networkでリリースされた。

## リリース
予約特典として「クラシックX-COMソルジャー」(1994年のオリジナルのX-COMの軍隊をモデルにしたプレイヤーチームの新兵)や別に設定可能な兵士の防具のデザインオプションやカスタマイズできる防具の追加色が含まれていた。SteamでPC版を予約すれば、ValveのTeam Fortress 2のボーナスアイテムとFiraxisの2010年のストラテジーゲームCivilization Vの無料コピーが受取れた。
XCOM: Enemy Unknownは2012年10月9日に北米で、2012年10月11日に日本で、2012年10月12日にオーストラリアとヨーロッパの消費者にリリースされた。また、Steamを介したダウンロード販売も利用可能である。PC向けには2つのエディションがリリースされた。ノーマルエディションと、さまざまなユニークアイテムが含まれていて、アートブックとXCOM司令部の折込ポスターやXCOMの記章パッチ、デスクトップ壁紙やサウンドトラックのようなデジタルの特典のコレクションなどがついているスペシャルエディションである。

## 拡張版と続編
2013年11月15日、拡張版XCOM: Enemy Withinがリリースされた。兵士を機械と融合し活用する新しい兵種MECや、兵士にエイリアンの遺伝子を融合する要素、それらを実現するためのキーとしての新しいエイリアン物質「メルド」が追加された。エイリアンに対する誤った同情心を動機として動く地球人の組織「EXALT」が登場し、XCOM中盤から後半の活動を妨害するようになった。
2016年2月、続編にあたるXCOM 2がリリースされた。舞台はXCOMがエイリアンに敗北し、評議会や各国政府がエイリアンに降伏し20年が経過した2035年の地球である。エイリアン主導の世界統一政府「アドヴェント」は地球上の政治、産業、通信、軍事を掌握。XCOMの残党は、アドヴェントに対するレジスタンス組織となっていた。2035年2月末、XCOMは元評議会「代表」の陰からの協力のもと、危険を犯して、ある目的でアドヴェントに拉致されていた指揮官(プレイヤー)の奪還作戦を決行、成功する。これにより、XCOMによるアドヴェントへの大々的な反撃が始まろうとしていた。

## 批評
XCOM: Enemy Unknownの初期バージョンは、特にen:PlayStation: The Official Magazineや、en:Official Xbox Magazine、en:Rock, Paper, Shotgunから高い事前評価を受けた。完全版も批評者から高い評価を受けた。en:Game InformerのAdam Biessenerはこのゲームに9.5/10の得点を与え、「すべてのゲームデザイナーが体験すべきまれにみる偉業」と評価した。PLAYのIan Dransfield(9.5/10)はこのゲームを「古典的ゲームの驚くべき再創造であり、それ自体が新たなる古典作品」と呼んだ。en:Destructoid (9.0/10)により卓越していると太鼓判が押され、en:Joystiqには「模範的なターン制ストラテジーのゲーム」だと評された。
en:GameSpyのDan Stapletonは5点中5点を与え、コメントした。「1994年の傑作ターン制ストラテジーX-COM: UFO Defenseは今までに作られたゲームの中でも最高の一人用ゲームだと考えている。途方もなく高い水準にあるそれと直接比較してみても、Firaxisの2012年のリメイクXCOM: Enemy Unknownは非常に良い出来だ。」en:GamesTM(9/10)は「価値あるフランチャイズのリブート、確かに今年もっとも中毒度が高いゲームであり、今までのFiraxisのゲームの中でもお気に入り」だと称した。最終的な評価は「新鮮でこれまでのところ本当に―クラッとするぐらいのリブート」である。en:Electronic Gaming MonthlyのJosh Harmonは9.5/10の特典を与え、記述した。「XCOM: Enemy Unknownが驚くべきリメイクであるということは突如としてFiraxisの不朽の偉業を売り出すことになるだろう。開発者はオリジナルの精神を引き継ごうとはしなかった。そうしなくても、彼らは近年の記憶でもっとも新鮮でもっともひきつけられるストラテジーゲームを作るのに十分なぐらい、ひねり、改良し、革新してきた。」
en:EurogamerのRich Stantonによるレビューでは9/10の得点をつけ、XCOM: Enemy Unknownを「勝者」そして「古典を復活させ、新たなる命を吹き込んだ」「並外れたゲーム」だと述べた。G4のAlex Rubens(4.5/5))は「シリーズの尋常でなく濃い帰還であり、全てのターン制タクティクスのファンが経験すべきもの」と呼び、加えて、「オリジナルをプレイしたことがなかったとしても、XCOM: Enemy Unknownは最高のターン制ストラテジーであり、このジャンルの入門にもぴったりだ」と付け加えた。同じくen:Game RevolutionのDavid Houghtonも4.5/5の得点をつけ、このゲームは欠点はあるが、「ブランドだけでなくジャンルの復活を感じる」と言い添えた。The VergeのRuss Pitts (8.5/10)はゲームの戦略要素の奇妙な2分法を批判したが、戦術的なゲームプレイを称賛し、これを「近年でも最高で最も巧妙なデザインのストラテジーゲームの1つ」と称した。Official Xbox MagazineのEdwin Evans-Thirlwellはこれは「単なるXbox360の最上のストラテジーの体験ではない――それは、あなたのストラテジーゲームへの考えを変えてしまうほどのゲームだ。」と始めた。"
ゲームの最高難易度は賞賛と懸念の両方を受けた。G4のレビューには「エクストリームの難易度はすべてのプレイヤーに受け入れられないかもしれない」とある。そしてOfficial Xbox Magazineは「頼もしいほど執念深い」といった。EGMによれば、「XCOMはプレイヤーを嫌っている。XCOMはプレイヤーに死んでほしがっている。XCOMはプレイヤーが死ぬところを見たい、何度も何度も。」だそうだ。Game Informerはこれを「今世代でもっとも挑戦的で激しいゲーム体験の一つ」とした。PLAYのレビューには「死ぬことがまた流行り出した」とある。en:1UP.comのBob Mackeyはその厳しいゲームプレイを前年のDark Soulsと比較した。そのほかいくつかのレビューでもどうしてこのゲームはプレイヤーを夢中にできるのかということに触れている。en:ForbesのErik Kainはそれを「麻薬でいうとマリファナとコカインの中間地点ぐらいの」「今までプレイした中でも一番中毒になるゲームの一つ」と呼んだ。DestructoidのAllistair Pinsofはどれだけ容易くこのゲームに没頭できるのか指摘し、読者に「高評価だったけれどハードディスクからXCOMを削除せざるをえなかった。どんなにXCOMには中毒性とリプレイ性があるのかそれでわかるだろう。」といった。難易度に関する一部の懸念に応え、Firaxisはかなりチャレンジ性を控えめにしたイージーモードを実装するパッチを計画中である。
1994年のオリジナルに関する懐古的な記事ではEurogamerのAlec Meerが両作品を比較し、「X-COMとXCOMは完全に別のゲームであり、どちらにも長所と欠点がある
」という結論に至った。en:VideoGamer.comのChris Schillingによると、「Enemy Unknownはen:Julian Gollopによる1994年のターン制ストラテジーの古典へのリスペクトではあるが、決して上に見ているというわけではない」そうだ。|GTM = 9/10 en:Ars TechnicaのCharlie Hallは「結局、これは誰もが予期していたX-Comではない。それ以上で、もっと良い。X-COMのハイレベルな焼き直しを探しているだけなのであれば、間もなく来るであろう'en:Xenonautsに目を向けていればいい。」と書いた。

## 参照
- en:he Dreamland Chronicles: Freedom Ridge - オリジナルの製作者en:Julian Gollopによる、以前失敗したUFO: Enemy Unknownの3Dリメイクの試み[76]XCOM: Enemy Unknownのリードデザイナー、ジェイク・ソロモンはGollopのことを彼の「個人的なヒーロー」であり、「非常に高いレベルで」彼と連絡を取ったと言った[77]。